# Der König der Löwen (1994)
Der König der Löwen (Originaltitel The Lion King) ist der 32. abendfüllende Zeichentrickfilm der Walt-Disney-Studios und erschien im Jahr 1994. Gemessen an den Kinoeinnahmen ist er der bisher weltweit kommerziell erfolgreichste klassische Zeichentrickfilm. Die Handlung des Films dreht sich um den Löwenjungen Simba und die beschwerliche Suche nach seinem Platz im Kreis des Lebens.
Im Jahr 2011 kam eine Wiederaufführung des ursprünglichen Films im Verleih von Walt Disney in 3D in die Kinos, der am 10. November 2011 im deutschsprachigen Raum erschienen ist.
Im Jahr 1998 erschien die Fortsetzung Der König der Löwen 2 – Simbas Königreich und 2004 Der König der Löwen 3 – Hakuna Matata. 1997 wurde der Film für ein Musical adaptiert.
Im Jahr 2019 produzierte Disney eine computeranimierte Neuverfilmung, bei der Jon Favreau Regie führte, welche zum 25. Jubiläum des Originals in die Kinos kam.

## Handlung
In der Anfangssequenz ist zu sehen, wie alle Tiere des „Geweihten Landes“ zum Königsfelsen pilgern, um Simba, den neugeborenen Sohn des Königs der Löwen, Mufasa, zu sehen. Der weise Rafiki (ein Mandrill) salbt das Löwenbaby und präsentiert es dem Volk.
Einige Zeit vergeht. Mufasa regiert das Königreich mit Güte und Weisheit und lehrt Simba den „Kreis des Lebens“ und dass alles miteinander im Gleichgewicht verbunden sei. Dieses Gleichgewicht zu erhalten, solle später Simbas Aufgabe sein. Mufasas jüngerer Bruder Scar jedoch ist neidisch auf die Stellung seines Neffen als Erbe und plant deshalb, den Thron an sich zu reißen. Scar verbündet sich mit einigen hungernden Hyänen (Shenzi, Banzai und Ed), um seinen Bruder vom Thron zu stürzen. In einem ersten Versuch, Simba zu töten, erzählt er ihm „versehentlich“ von einem Elefantenfriedhof, wohl wissend, dass er damit die Neugier des jungen Löwen weckt. Zusammen mit seiner Freundin Nala entkommen die beiden ihrem Aufpasser Zazu (einem Nashornvogel) und gelangen zum Elefantenfriedhof. Dort treffen sie allerdings auf die mit Scar verbündeten Hyänen und werden von ihnen verfolgt. In letzter Sekunde werden sie von Mufasa gerettet, der von Zazu informiert wurde. Mufasa ist über Simbas Verhalten zutiefst enttäuscht und erklärt ihm, dass man nur mutig sein solle, wenn man es sein muss, und sich nicht unnötig in Gefahr begeben dürfe.
Beim nächsten Versuch verursachen auf Scars Anweisungen hin die Hyänen eine Gnu-Stampede in einer Schlucht, in die Simba vorher von Scar gelockt worden war, unter dem Vorwand, Mufasa hätte eine Überraschung für seinen Sohn. Während Simba in der Schlucht auf Mufasa wartet, übt er an seinem Gebrüll und löst, wie er glaubt, dadurch die Stampede aus. Scar informiert Mufasa heimtückisch von der Gefahr. Dieser rettet Simba, wird aber selbst von der Stampede mitgerissen. Mufasa schafft es, sich an einem Felsvorsprung festzuklammern. Als er höher klettert, steht Scar über ihm. Mufasa fleht Scar um Hilfe an, woraufhin dieser seine Krallen in Mufasas Pfoten schlägt. Er schaut ihm tief in die Augen und sagt höhnisch: „Lang lebe der König!“ Dann schleudert er Mufasa die Klippe hinunter und tötet ihn dadurch. Im Nebel einer gigantischen Staubwolke, die die Gnus hinterlassen haben, findet Simba schließlich seinen toten Vater und trauert um ihn. Scar kommt hinzu und redet Simba ein, dass dieser für Mufasas Tod verantwortlich sei und rät ihm, das Königreich zu verlassen und nie wieder zurückzukommen: „Lauf weg, Simba. Lauf! Lauf weit weg und komm nie mehr zurück!“ Als der verzweifelte Simba flüchtet, befiehlt Scar den Hyänen, ihn zu töten. Die Jagd auf Simba endet für die Hyänen jedoch am Fuße eines steilen Abhangs auf einem Felsvorsprung, denn das darunter wuchernde Dornengestrüpp macht eine weitere Verfolgung für die Hyänen unmöglich. Simba schafft es jedoch, das Gestrüpp aufgrund seiner geringen Körpergröße zu durchqueren, den Hyänen zu entkommen und der untergehenden Sonne entgegen in die Wüste zu fliehen.
Am darauffolgenden Tag liegt Simba unter der sengenden Wüstensonne erschöpft am Boden. Er wird von Timon (einem Erdmännchen) und Pumbaa (einem Warzenschwein) vor einem Schwarm hungriger Geier gerettet und in den Schatten einer Oase gebracht, wo sie Simba aufwecken. Anschließend nehmen sie den jungen Löwen in ihre Dschungelheimat auf und bringen ihm ihre Philosophie Hakuna Matata („Keine Sorgen“) bei. Nachdem er in der Obhut der beiden zu einem stattlichen Löwen herangewachsen ist, trifft Simba eines Tages seine Kindheitsfreundin Nala wieder, als er den jagenden Pumbaa vor ihr beschützen wollte. Nala erzählt, dass sie Scars diktatorischer Herrschaft entkommen ist, um Hilfe zu suchen. Sie will Simba vor Augen führen, dass Scar und die Hyänen das Geweihte Land zerstört haben, und bittet Simba, zurückzukehren, um seinen rechtmäßigen Platz als König einzunehmen. Doch Simba weigert sich, da er mit seiner neuen Lebensphilosophie glücklich ist. Außerdem quält ihn immer noch der falsche Glaube, für den Tod seines Vaters verantwortlich zu sein. Unter wütenden Vorwürfen, sie könne „nicht einfach so auftauchen und sein Leben umkrempeln“, wendet Simba sich von ihr ab und streift in seinen Gedanken hin- und hergerissen in der nächtlichen Savanne umher.
In dieser schwierigen Situation taucht Mufasas alter Freund Rafiki auf und zeigt Simba mit Hilfe dessen Spiegelbildes in einem kleinen Wasserloch, dass Mufasa in ihm weiterlebt. Mufasa zeigt sich ihm als Erscheinung in den Wolken und rät Simba, in sich hineinzublicken und zu erkennen, dass er der rechtmäßige König ist. Rafiki macht Simba klar, dass er seine Vergangenheit nicht verdrängen und vor ihr davonlaufen darf. Als Erläuterung schlägt er Simba mit seinem Stock auf den Kopf und rät ihm im übertragenen Sinn, aus dem Schmerz zu lernen. („Oh ja, die Vergangenheit kann wehtun. Aber wie ich es sehe, läuft man entweder davon, oder man lernt davon.“) Damit öffnet Rafiki Simba die Augen und Simba entschließt sich, nach Hause zurückzukehren. Nala, die sich inzwischen Sorgen um Simba macht, weckt Timon und Pumbaa und will sich nach ihm erkundigen. Doch plötzlich taucht Rafiki auf und verkündet, dass Simba auf dem Weg zurück ist, woraufhin die drei ihm folgen.
Simba erreicht das Geweihte Land und erkennt, dass Nala Recht hatte: Das einst lebendige und blühende Königreich ist unter Scars grausamer Herrschaft zu einem kargen Ödland verkommen. Gemeinsam mit Nala, Timon und Pumbaa, die ihn eingeholt haben, nähert er sich dem Königsfelsen. Timon und Pumbaa lenken die Hyänen ab, damit Nala die Löwinnen zusammentrommeln und Simba zu Scar vorrücken kann. Dieser bleibt jedoch selbstbewusst und dominant, da er die Hyänen auf seiner Seite hat. Scar bringt Simba sogar dazu, dessen Verantwortung für den Tod von Mufasa zuzugeben. Damit schockiert er alle Löwinnen, vor allem aber Nala und seine Mutter Sarabi. Scar bezeichnet Simba als Mörder und treibt ihn auf die Klippe des Königsfelsens zu, bis Simba wie Jahre zuvor Mufasa hilflos vor Scar über dem Abgrund hängt. Ein Blitz schlägt vor dem Königsfelsen im trockenen Gras ein und setzt es in Brand. Scar erinnert sich daran, wie Mufasa starb, und rammt Simba seine Krallen in die Pfoten. Bevor Scar ihn hinunter stoßen will, flüstert er Simba noch die Wahrheit ins Ohr: dass er, Scar, es war, der Mufasa damals getötet hat. Von dieser plötzlichen Erkenntnis in Wut versetzt, schafft Simba es, sich zu befreien und den überraschten Scar auf den Boden zu werfen und festzuhalten. In dieser Lage zwingt Simba Scar dazu, allen Versammelten die Wahrheit mitzuteilen.
Daraufhin entbrennt ein Kampf zwischen den Löwen und den Hyänen auf dem Königsfelsen. Scar will dies als Deckung nutzen und fliehen, doch Simba verfolgt ihn bis auf die Spitze des Königsfelsens. Dort oben angekommen versucht Scar, den Hyänen die Schuld an allem anzuhängen, und bezeichnet sie als „die wahren Feinde“. Simba sagt Scar mit den gleichen Worten, mit denen er damals vertrieben wurde, dass Scar das Land verlassen und nie wieder zurückkehren solle: „Lauf weg Scar. Und komm nie mehr zurück!“ Scar scheint darauf einzugehen, doch plötzlich schleudert er Simba glühende Asche ins Gesicht. Ein finaler Kampf zwischen Simba und Scar entbrennt und Simba schafft es schließlich, Scar von der Spitze des Königsfelsens in die Tiefe zu stürzen. Er überlebt den Sturz, wird unten jedoch bereits von den Hyänen erwartet, die Scars Verrat mitgehört haben, sich dafür rächen und ihn töten. Ein kräftiger Regenguss löscht daraufhin das Feuer, das sich mittlerweile über den gesamten Königsfelsen ausgebreitet hatte.
Simba wird schließlich zum König erklärt und führt das Land zurück zu Frieden und Wohlstand. Zusammen mit Nala hat er Nachwuchs, der am Ende des Films den anderen Tieren präsentiert wird, wie auch Simba am Anfang den anderen Tieren präsentiert wurde. Somit schließt sich der Kreis des Lebens erneut.

## Figuren
Bedeutung der Namen in Swahili in Klammern
MufasaKönig des Geweihten Landes, Vater von Simba und Gefährte von Sarabi. Ein weiser und gerechter Herrscher, der dem Kreislauf des Lebens folgt. Seine Herrschaft wird auf tragische Weise von seinem Bruder Scar beendet.
NalaFreundin und zukünftige Gefährtin von Simba. Laut Aussagen von Co-Regisseur Rob Minkoff ging man während der Produktion davon aus, dass entweder Mufasa oder Scar ihr Vater ist. Im Film wird dies nicht näher erläutert, da Simba und Nala dadurch entweder Halb-Geschwister oder Cousin und Cousine wären, obwohl dies in echten Löwenrudeln durchaus normal ist.
Rafiki („Freund“)Ein Mandrill und weiser, alter Schamane, Simbas spiritueller Führer. Im Gegensatz zu einem echten Mandrill hat er einen langen Schwanz, weshalb er auch Ähnlichkeit mit einem Pavian hat. Der Baum, in dem Rafiki wohnt, ist ein Afrikanischer Affenbrotbaum, auch Baobab genannt. Im Musical ist Rafiki weiblich.
Sarabi („Vision“)Simbas Mutter und Mufasas Gefährtin.
SarafinaNalas Mutter.
Scar (engl. „Narbe“)Mufasas Bruder und Simbas Onkel. Als Bösewicht des Films versucht er König zu werden, indem er Mufasa und Simba stürzt. Laut einer nur in den USA erschienenen und von Disney in Auftrag gegebenen Buchreihe (The Lion King Six New Adventures), die unter anderem Scars und Mufasas Jugend beleuchtet, ist sein richtiger Name „Taka“ (Swahili für „Schmutz“, „Abfall“), bis er sich bei einem Unfall eine Narbe zuzieht (engl. „scar“). Nachdem er von Simba vom Plateau gestürzt wurde, wird er von den Hyänen getötet und gefressen.
Shenzi („grob, wild“), Banzai und Ed (engl. „Reicher Wächter“)Drei Hyänen, die Scar dabei helfen, Mufasa zu ermorden und Simba ins Exil zu vertreiben, obwohl sie ihn eigentlich hätten töten sollen. Auch wenn Ed während des Films vorwiegend durch hysterisches Gelächter auffällt, kommt sein Sprecher, Jim Cummings, dennoch zu Wort. Er singt im Original die letzte Strophe von Be Prepared, da Jeremy Irons am Ende einer anstrengenden Aufnahmesitzung dazu nicht mehr in der Lage war.
Simba („Löwe“)Mufasas Sohn und zukünftiger Herrscher über das Königreich. Wird von seinem Onkel Scar ins Exil vertrieben und ihm wird die Schuld am Tod seines Vaters gegeben. Er wird bei Timon und Pumbaa aufgenommen, kehrt dann jedoch zurück, um seinen wahren Platz im ewigen Kreis des Lebens einzunehmen.
Timon (griech. „der Ehrende“) und Pumbaa („sorglos, dumm“)Ein lustiges Duo, das für Comic Relief sorgt. Timon ist ein Erdmännchen und Pumbaa ein Warzenschwein. Sie adoptieren Simba und ziehen ihn auf, wobei sie ihm ihre Philosophie Hakuna Matata beibringen. Timon könnte nach dem Hauptcharakter des Stücks Timon von Athen benannt sein, eine weitere Verbindung zu Shakespeare. Laut der Episode Die Erdmännchen-Prüfung aus Timon und Pumbaa heißt Timon mit vollem Namen Timon Berkowitz.
ZazuEin hochnäsiger Rotschnabeltoko und Haus- und Hofmeister des gegenwärtigen Königs. Seine tollpatschige Art, die er stets versucht vornehm zu überspielen, lässt ihn immer wieder in das eine oder andere Fettnäpfchen tappen.
Stammtafel der Löwenfamilie
|        |        |        |        |        |        |         |         |         |         |         |         | (Mohatu) |        |        |        |        |        |       |       |       |       |       |       |             |             |             |             |             |             |      |      |  |  |        |        |        |        |        |        |      |      |      |      |      |      |      |      |  |  |  |  |  |  |
|        |        |        |        |        |        |         |         |         |         |         |         |          |        |        |        |        |        |       |       |       |       |       |       |             |             |             |             |             |             |      |      |  |  |        |        |        |        |        |        |      |      |      |      |      |      |      |      |  |  |  |  |  |  |
|        |        |        |        |        |        |         |         |         |         |         |         |          |        |        |        |        |        |       |       |       |       |       |       |             |             |             |             |             |             |      |      |  |  |        |        |        |        |        |        |      |      |      |      |      |      |      |      |  |  |  |  |  |  |
|        |        |        |        |        |        | (Ahadi) | (Ahadi) | (Ahadi) | (Ahadi) | (Ahadi) | (Ahadi) |          |        |        |        |        |        | (Uru) | (Uru) | (Uru) | (Uru) | (Uru) | (Uru) |             |             |             |             |             |             |      |      |  |  |        |        |        |        |        |        |      |      |      |      |      |      |      |      |  |  |  |  |  |  |
|        |        |        |        |        |        | (Ahadi) | (Ahadi) | (Ahadi) | (Ahadi) | (Ahadi) | (Ahadi) |          |        |        |        |        |        | (Uru) | (Uru) | (Uru) | (Uru) | (Uru) | (Uru) |             |             |             |             |             |             |      |      |  |  |        |        |        |        |        |        |      |      |      |      |      |      |      |      |  |  |  |  |  |  |
|        |        |        |        |        |        |         |         |         |         |         |         |          |        |        |        |        |        |       |       |       |       |       |       |             |             |             |             |             |             |      |      |  |  |        |        |        |        |        |        |      |      |      |      |      |      |      |      |  |  |  |  |  |  |
|        |        |        |        |        |        |         |         |         |         |         |         |          |        |        |        |        |        |       |       |       |       |       |       |             |             |             |             |             |             |      |      |  |  |        |        |        |        |        |        |      |      |      |      |      |      |      |      |  |  |  |  |  |  |
| Sarabi | Sarabi | Sarabi | Sarabi | Sarabi | Sarabi |         |         |         |         |         |         | Mufasa   | Mufasa | Mufasa | Mufasa | Mufasa | Mufasa |       |       |       |       |       |       | Scar (Taka) | Scar (Taka) | Scar (Taka) | Scar (Taka) | Scar (Taka) | Scar (Taka) |      |      |  |  |        |        | Zira   | Zira   | Zira   | Zira   | Zira | Zira |      |      |      |      |      |      |  |  |  |  |  |  |
| Sarabi | Sarabi | Sarabi | Sarabi | Sarabi | Sarabi |         |         |         |         |         |         | Mufasa   | Mufasa | Mufasa | Mufasa | Mufasa | Mufasa |       |       |       |       |       |       | Scar (Taka) | Scar (Taka) | Scar (Taka) | Scar (Taka) | Scar (Taka) | Scar (Taka) |      |      |  |  |        |        | Zira   | Zira   | Zira   | Zira   | Zira | Zira |      |      |      |      |      |      |  |  |  |  |  |  |
|        |        |        |        |        |        |         |         |         |         |         |         |          |        |        |        |        |        |       |       |       |       |       |       |             |             |             |             |             |             |      |      |  |  |        |        |        |        |        |        |      |      |      |      |      |      |      |      |  |  |  |  |  |  |
|        |        |        |        |        |        |         |         |         |         |         |         |          |        |        |        |        |        |       |       |       |       |       |       |             |             |             |             |             |             |      |      |  |  |        |        |        |        |        |        |      |      |      |      |      |      |      |      |  |  |  |  |  |  |
|        |        |        |        |        |        | Simba   | Simba   | Simba   | Simba   | Simba   | Simba   |          |        |        |        |        |        | Nala  | Nala  | Nala  | Nala  | Nala  | Nala  |             |             | Nuka        | Nuka        | Nuka        | Nuka        | Nuka | Nuka |  |  | Vitani | Vitani | Vitani | Vitani | Vitani | Vitani |      |      |      |      |      |      |      |      |  |  |  |  |  |  |
|        |        |        |        |        |        | Simba   | Simba   | Simba   | Simba   | Simba   | Simba   |          |        |        |        |        |        | Nala  | Nala  | Nala  | Nala  | Nala  | Nala  |             |             | Nuka        | Nuka        | Nuka        | Nuka        | Nuka | Nuka |  |  | Vitani | Vitani | Vitani | Vitani | Vitani | Vitani |      |      |      |      |      |      |      |      |  |  |  |  |  |  |
|        |        |        |        |        |        |         |         |         |         |         |         |          |        |        |        |        |        |       |       |       |       |       |       |             |             |             |             |             |             |      |      |  |  |        |        |        |        |        |        |      |      |      |      |      |      |      |      |  |  |  |  |  |  |
|        |        |        |        |        |        |         |         |         |         |         |         |          |        |        |        |        |        |       |       |       |       |       |       |             |             |             |             |             |             |      |      |  |  |        |        |        |        |        |        |      |      |      |      |      |      |      |      |  |  |  |  |  |  |
|        |        |        |        |        |        |         |         | (Kopa)  | (Kopa)  | (Kopa)  | (Kopa)  | (Kopa)   | (Kopa) |        |        | Kiara  | Kiara  | Kiara | Kiara | Kiara | Kiara |       |       |             |             |             |             |             |             |      |      |  |  |        |        |        |        |        |        |      |      | Kovu | Kovu | Kovu | Kovu | Kovu | Kovu |  |  |  |  |  |  |
|        |        |        |        |        |        |         |         | (Kopa)  | (Kopa)  | (Kopa)  | (Kopa)  | (Kopa)   | (Kopa) |        |        | Kiara  | Kiara  | Kiara | Kiara | Kiara | Kiara |       |       |             |             |             |             |             |             |      |      |  |  |        |        |        |        |        |        |      |      | Kovu | Kovu | Kovu | Kovu | Kovu | Kovu |  |  |  |  |  |  |

Kursiv dargestellte Charaktere werden erst im Nachfolgerfilm eingeführt. Charaktere in Klammern werden nur in den König-der-Löwen-Comics erwähnt, nicht in den Filmen.

## Entstehungsgeschichte

### Produktion
Die Idee zu Der König der Löwen kam 1989 auf, als es bei Disney erste Pläne gab, einen in Afrika spielenden Film über Löwen zu produzieren. Der Arbeitstitel lautete King of the Jungle, bis man merkte, dass Löwen im Dschungel nicht heimisch sind. Da man mit dem Thema des Films Neuland betrat, war der kreative Schaffensprozess vor allem anfangs schwierig. Ursprünglich war George Scribner Regisseur des Films, der diesen Posten bereits bei Oliver & Co. innehatte. Dieser wollte den Film auf eine sehr ernsthafte und realistische Weise umsetzen. Im Laufe des Jahres 1991 kamen Überlegungen auf, den Film auf eine lockere und musicalhafte Weise zu inszenieren, was durch eine positive Einschätzung von Tim Rice und die Kontaktaufnahme zu Elton John schnell konkrete Formen annahm. Da die Disney-Führung Scribner nicht länger als geeignet ansah, die neue Richtung umzusetzen, und er mit den Änderungen nicht einverstanden war, wurde er im Oktober 1991 durch Roger Allers ersetzt, zu dem im April 1992 Rob Minkoff dazustieß. Um ein besseres Gefühl für das Szenario zu bekommen, reisten sechs Mitglieder des Produktionsteams im November 1991 für zwei Wochen nach Kenia. Das Ergebnis war unter anderem eine Vielzahl von Fotografien und Zeichnungen, die als Vorlage zur Gestaltung vieler Hintergrundbilder dienten. Hier lernten die Teammitglieder von ihrem afrikanischen Führer außerdem den Spruch Hakuna Matata kennen, der dann im Film Verwendung fand.
Bereits im 1955 erschienenen Walt-Disney-Tierfilm Geheimnisse der Steppe (The African Lion) der Naturdokumentationsfilmreihe Entdeckungsreisen im Reiche der Natur (True-Life Adventures) und dem begleitend angefertigten Comic lassen sich Grundzüge der Handlung erkennen. So spielt die Hauptrolle ein Löwe namens Simba, der später nach einer Verletzung auf eine „weise Löwin“ trifft, mit dieser Nachwuchs bekommt und als „König der Tiere“ dargestellt wird.
Die Story durchlief während der Produktion eine Vielzahl von Änderungen. Beispielsweise sollte Simba einen Bruder namens Meetoo haben und Timon und Pumbaa zusammen mit ihm aufwachsen. Scar war ursprünglich ein fremder, herumstreifender Löwe, bis man entschied, dass eine Bedrohung aus dem Inneren der Königsfamilie wesentlich reizvoller wäre. Da es weiterhin Probleme gab, die Geschichte interessant zu gestalten, fand im April 1992 ein zweitägiges Treffen des kreativen Führungsteams statt, an dem auch Kirk Wise und Gary Trousdale teilnahmen, die kurz vorher noch bei Die Schöne und das Biest Regie geführt hatten. Die Geschichte wurde fast komplett neu geschrieben und seitdem nicht mehr wesentlich verändert. Der wichtigste Unterschied bestand darin, dass Simba direkt nach Mufasas Tod flüchtet, wohingegen er vorher in Scars Obhut blieb. Diese Änderung bildete die Grundlage für Simbas inneren Konflikt zwischen Verantwortung und Verdrängung und die Konfrontation mit Scar am Ende.
Während der Produktion wurde Der König der Löwen als zweitrangiges Projekt hinter Pocahontas angesehen, das zur selben Zeit produziert wurde. Viele der Mitarbeiter des Disney-Zeichentrickstudios arbeiteten lieber an Pocahontas, da sie dachten, dass dieser Film erfolgreicher und prestigeträchtiger sein würde. Deshalb bestand Unsicherheit, wie der Film von der Öffentlichkeit angenommen werden würde. Die Endphase der Produktion wurde zudem vom Tod des damaligen Disney-Präsidenten Frank Wells überschattet, der etwa zwei Monate vor Veröffentlichung des Films bei einem Hubschrauberabsturz starb. Der Beginn des Films enthält deshalb eine Widmung an ihn. Bei der Vermarktung des Films bemerkte das Studio jedoch, dass der veröffentlichte Teaser, der aus der kompletten Eröffnungssequenz mit dem Lied Circle of Life bestand, beim Publikum begeisterte Reaktionen auslöste. Der Erfolg an der Kinokasse bestätigte schließlich, dass man das Potenzial des Films unterschätzt hatte. Wie bei Disney-Produktionen dieser Größenordnung üblich, wurde der Film weltweit veröffentlicht und in 32 verschiedene Sprachen übersetzt. Das Besondere dabei war, dass dieser Film, als erster Disneyfilm, auch in Zulu, eine afrikanische Sprache, übersetzt wurde.
Obwohl Der König der Löwen eine sehr menschliche Geschichte erzählt, ist er neben Dinosaurier das einzige Meisterwerk, in dem keine Spuren menschlicher Existenz vorkommen. Robin Hood und Zoomania zeigen Tiere in Menschengestalt, die wie Menschen leben, während Bambi außer Sicht agierende menschliche Charaktere enthält. Der Film ist außerdem der erste Disney-Zeichentrickfilm, in dem der Tod eines Hauptcharakters, der nicht zu den Bösewichten gehört, derart deutlich und im Bild gezeigt wird.
Während der Produktion des Films wurde auch Computeranimation eingesetzt. Die diesbezüglich bekannteste Szene ist die panische Flucht einer Gnu-Herde durch eine Schlucht. Hierbei sind die Gnus im Wesentlichen computeranimiert und nahtlos in den gezeichneten Hintergrund eingefügt. Das Design der Gnus und eine einfache Laufanimation wurde von Ruben Aquino auf konventionelle Art erstellt und diente als Vorlage für die Computeranimation. Dafür wurde ein spezielles Programm zur Kollisionsvermeidung entwickelt, wodurch sich die Gnus automatisch realistisch bewegen, ohne durcheinanderzulaufen. Damit die Bewegungen der Herde als Ganzes glaubhaft und nicht zu einheitlich wirken, gibt es unterschiedliche Bewegungsmuster, die zufällig auf die einzelnen Gnus verteilt werden. Computeranimation half auch bei einigen wenigen Szenen, in denen Objekte z. B. durch Kamerafahrten starken Perspektivwechseln unterliegen. Hierbei wurde die Szene mit einfachen Modellen computeranimiert und diente den Zeichnern dann als Vorlage. Außerdem kam das Disney-eigene CAPS (Computer Aided Production System) zum Einsatz, welches den eigentlichen Prozess der Filmerstellung komplett digitalisiert. So werden z. B. die handgezeichneten Figuren eingescannt und digital eingefärbt. Im Film wird das System vor allem zur Erzeugung von realistischen Licht- und Schatteneffekten sowie für Zeitlupen und häufig vorkommende Fokus-Effekte eingesetzt. Multiplan-Kameraeffekte werden damit ebenfalls virtuell erzeugt.

### Filmmusik
Für die Produktion der Filmmusik entschied man sich für Hans Zimmer, da dieser mit Zwei Welten und Im Glanz der Sonne bereits Erfahrung mit in Afrika spielenden Filmen und traditioneller afrikanischer Musik hatte. Die musikalische Untermalung stellt eine ungewöhnliche Mischung aus Klassik (z. B. mit Anleihen bei Mozarts Requiem und Ave verum corpus) und traditionellen afrikanischen Klängen dar. Dazu holte Zimmer Lebo M mit ins Team, mit dem er bereits bei Im Glanz der Sonne zusammengearbeitet hatte. Lebo M und der von ihm zusammengestellte Zulu-Chor hatten starken Einfluss auf die afrikanischen Elemente der Filmmusik, dementsprechend enthalten viele der Lieder (Hintergrund-)Gesang in Zulu. Er singt zudem die ersten Worte zu Beginn des Films.
Für die Lieder engagierte man Elton John, der die Melodien zu den von Tim Rice geschriebenen Texten komponierte. Dieser hatte bereits vorher bei Aladdin für Disney gearbeitet. Elton John taucht im Film selbst jedoch nicht als Sänger auf, sondern nur in separaten Versionen von Circle of Life, I Just Can’t Wait to Be King und Can You Feel the Love Tonight, wovon letzteres im Abspann gespielt wird. In der deutschen Fassung tragen die Lieder im Film die folgenden Titel:
- Der ewige Kreis
- Grasland Chant
- Der Morgenreport
- Jagd der Löwinnen
- Ich will jetzt gleich König sein
- Putz weg
- Sie leben hier
- Seid bereit
- Die Schlucht
- Rafikis Totenklage
- Hakuna Matata
- One by One
- Der Wahnsinn von König Scar
- Schattenland
- Endlose Nacht
- Kann es wirklich Liebe sein
- Er lebt in Dir
- Kampf um den Königsfelsen
- Der König kehrt zurück / Der ewige Kreis (Reprise)

Für die Musik erhielt der Film zwei Oscars: Hans Zimmer für die Beste Filmmusik und das Duo Elton John/Tim Rice für den besten Filmsong für Can You Feel the Love Tonight. Bis es so weit war, schrieb Tim Rice 15 verschiedene Versionen des Liedes, die immer anders arrangiert wurden. Eine eher komödiantisch ausgelegte Variante wurde komplett von Timon und Pumbaa gesungen. Als man diese Elton John präsentierte, regte er an, sich stattdessen auf die Tradition klassischer Disney-Liebeslieder zu konzentrieren und die Gefühle des Liebespaars zueinander in den Mittelpunkt zu stellen. Die fertige Version ist deshalb eine Kombination aus Hintergrundgesang und dem Gesang von Simba und Nala, Timon und Pumbaa singen nur die Einleitung oder den Schluss. Bei Circle of Life hatte man ähnliche Probleme. Hier gelang es zunächst nicht, dem Lied den afrikanischen Stil zu verleihen, der für die Eröffnung des Films wichtig war. Die frühen von Elton John komponierten Versionen waren eher popmusikartig und wurden von Dialogzeilen zur Vorstellung der Charaktere gefolgt. Erst die Bearbeitung durch Hans Zimmer und Lebo M verlieh dem Lied die gewünschte Wirkung und überzeugte die Produzenten, die komplette Eröffnung des Films ohne Dialog zu verwirklichen.
Die Lieder Circle of Life und Hakuna Matata waren für den Oscar nominiert, der Soundtrack gewann zudem einen Grammy Award. Kommerziell war der Soundtrack ein großer Erfolg, mehr als zehn Millionen Exemplare wurden allein in den USA verkauft, sodass dieser mit einer Diamantenen Schallplatte (10-mal Platin) ausgezeichnet wurde. In Deutschland wurde der Soundtrack mit 3× Platin ausgezeichnet. Vom American Film Institute wurde Hakuna Matata in die Liste AFI’s 100 Years … 100 Songs auf Platz 99 der besten Filmsongs gewählt.
1995 erschien das Musikalbum Rhythm of the Pride Lands mit Liedern afrikanischen Stils, die entweder bereits während der Produktion des Films entstanden oder davon inspiriert wurden. Einige der Lieder wurden in den Nachfolgern oder im Musical verwendet.
Auf der Original Soundtrack-CD ist nur vergleichsweise wenig von der Filmmusik enthalten, zudem sind die Musikstücke zusammengeschnitten und entsprechen nicht dem Originalablauf im Film. Seit 2005 kursiert im Internet eine inoffizielle Bootleg-Version in mäßiger technischer Qualität, die die gesamte Filmmusik enthält. 2014 wurde zum 20. Jubiläum des Filmes eine Legacy Version mit kompletter Musik sowie bisher unveröffentlichten Stücken herausgebracht.

### Synchronisation
Die deutsche Synchronisation des Films übernahm die Berliner Synchron in Berlin. Frank Lenart, der auch die Rolle der Hyäne Banzai sprach, schrieb das Dialogbuch und führte die Dialogregie. Andreas Hommelsheim leitete die musikalischen Synchronarbeiten.
| Rolle        | Originalsprecher       | Deutscher Sprecher | Tier            | Supervising Animator |
| ------------ | ---------------------- | ------------------ | --------------- | -------------------- |
| Simba        | Matthew Broderick      | Frank-Lorenz Engel | Löwe            | Ruben Aquino         |
| … Gesang     | Joseph Williams        | Cusch Jung         | Löwe            | Ruben Aquino         |
| Junger Simba | Jonathan Taylor Thomas | Julius Jellinek    | Löwe            | Mark Henn            |
| … Gesang     | Jason Weaver           | Manuel Straube     | Löwe            | Mark Henn            |
| Nala         | Moira Kelly            | Alexandra Wilcke   | Löwe            | Anthony DeRosa       |
| … Gesang     | Sally Dworsky          | Alexandra Wilcke   | Löwe            | Anthony DeRosa       |
| Junge Nala   | Niketa Calame          | Magdalena Turba    | Löwe            | Aaron Blaise         |
| … Gesang     | Laura Williams         | Magdalena Turba    | Löwe            | Aaron Blaise         |
| Mufasa       | James Earl Jones       | Wolfgang Kühne     | Löwe            | Tony Fucile          |
| Scar         | Jeremy Irons           | Thomas Fritsch     | Löwe            | Andreas Deja         |
| Sarabi       | Madge Sinclair         | Rita Engelmann     | Löwe            | Russ Edmonds         |
| Sarafina     | Zoe Leader             | Nikki Rabanus      | Löwe            |                      |
| Pumbaa       | Ernie Sabella          | Rainer Basedow     | Warzenschwein   | Tony Bancroft        |
| Timon        | Nathan Lane            | Ilja Richter       | Erdmännchen     | Michael Surrey       |
| Shenzi       | Whoopi Goldberg        | Hella von Sinnen   | Fleckenhyäne    | Alex Kupershmidt     |
| Banzai       | Cheech Marin           | Frank Lenart       | Fleckenhyäne    | Alex Kupershmidt     |
| Ed           | Jim Cummings           |                    | Fleckenhyäne    | Alex Kupershmidt     |
| Rafiki       | Robert Guillaume       | Joachim Kemmer     | Mandrill        | James Baxter         |
| Zazu         | Rowan Atkinson         | Eberhard Prüter    | Rotschnabeltoko | Ellen Woodburry      |

Die Titelmelodie für diesen Film sang in der deutschen Fassung die amerikanische Jazz-Sängerin Jocelyn B. Smith, im amerikanischen Original die Schauspielerin und Sängerin Carmen Twillie. Die Synchronstimme von Zazu war ursprünglich Uwe Paulsen, der aber in der Filmversion von Eberhard Prüter ersetzt wurde. Auf der Deutschen Original Soundtrackversion ist aber noch Uwe Paulsen im Lied „Ich Will Jetzt Gleich König sein“ zu hören.

### Visueller Stil
Aufgrund des ungewohnten Szenarios gab es anfangs Unsicherheit, wie man Afrika ansprechend darstellen konnte, ohne zu langweilig oder zu überdreht zu wirken. Die Eindrücke der Reise nach Kenia halfen, dem generellen Erscheinungsbild des Films eine Mischung aus Realismus und Stilisierung zu verpassen. Der Großteil des Films legt deshalb Wert auf eine weitgehend realistische Darstellung der afrikanischen Landschaft und Tierwelt. Eine Ausnahme stellt das Lied Ich will jetzt gleich König sein dar, zu dessen Beginn das Bild schlagartig zu einem Stil mit abstrakten Formen und übersättigten Farben wechselt. Auch die Darstellung der Tiere ist hier wesentlich comicartiger als im Rest des Films. Produktionsdesigner Chris Sanders wurde damit beauftragt, Simbas kindlich-naive Sicht auf die Welt, von der das Lied handelt, visuell auffällig darzustellen und diesen Teil des Films optisch deutlich vom Rest abzutrennen. Anregungen dazu fand er in der kräftigen Farbgebung afrikanischer Kunst und Textilien mit ausgefallenen Mustern.
Bei der Gestaltung der tierischen Hauptdarsteller wurde großer Wert auf eine realistische Darstellung gelegt. In der Tradition von Bambi holte man lebende Tiere, vor allem Löwen, ins Studio, um deren Erscheinung und Bewegungsabläufe hautnah zu studieren. Die Zeichner besuchten zudem häufig Zoos und studierten die Anatomie der Tiere, um ein höchstmögliches Maß an Realismus zu erreichen.
Der Film enthält einige visuelle Symboliken. Nachdem Simba und Nala als Kinder von den Hyänen verfolgt und von Mufasa gerettet wurden, tritt Simba kurze Zeit später in den vielfach größeren Pfotenabdruck von Mufasa. Dies steht als Zeichen dafür, dass er noch nicht bereit ist, die Rolle seines Vaters einzunehmen und überfordert ist. Als Simba am Ende des Films seine Heimat in heruntergekommenem Zustand vorfindet, ist dies als Symbol für Scars schlechte Herrschaft gedacht und wird durch aufziehende dunkle Wolken und ein Unwetter verstärkt. Die Produzenten verwendeten hierzu ein in klassischen Erzählungen verwendetes Stilmittel, wonach die Art einer Herrschaft in einem Königreich Einfluss auf die Natur hat. Passend dazu setzt kurz nach Scars Tod Regen ein und die Landschaft erblüht bald wieder in alter Pracht.
Zudem wird die Methode angewendet, einzelne Ereignisse in optisch ähnlicher oder gegensätzlicher Weise zu wiederholen und deren Wirkung dadurch zu verstärken. Am offensichtlichsten ist dies am Beginn und Ende des Films, wenn jeweils eine neue Generation präsentiert wird. Als Simba von den Hyänen vertrieben wird, kämpft er sich von links nach rechts durch Dornengestrüpp und flüchtet anschließend in die Wüste. Später im Film folgt er Rafiki, um den Geist seines Vaters zu sehen und kämpft sich von rechts nach links durch den dichten Dschungel, um danach durch die Wüste nach Hause zurückzukehren. Als Simba und Nala als Kinder spielerisch miteinander kämpfen, besiegt sie ihn stets, indem sie ihn auf den Rücken wirft und festhält. Bei ihrem späteren Wiedertreffen erkennen sie einander zunächst nicht und es kommt zum Kampf. Nala besiegt ihn auf bekannte Art, wodurch Simba sie wiedererkennt. Diese filmischen Mittel der Wiederholungen unterstreichen das inhaltlich zentrale Thema des Films bezüglich des Kreislaufs des Lebens.

## Hintergrund

### Einflüsse aus Literatur und Film
Während des Lieds Seid bereit gibt es eine Stelle, in der Scar auf einem Felsvorsprung thront und vor ihm eine Hyänen-Armee im Stechschritt aufmarschiert. Diese Szene ist von Leni Riefenstahls Propagandafilm Triumph des Willens inspiriert und stellt Scar dementsprechend als Diktator dar. Als Scar den Boden aufbricht, die Hyänen tanzen und das Erdinnere sich ausbreitet, fühlt man sich an klassische Darstellungen der Hölle erinnert: Scar wird als Satan dargestellt, der sich über das Verhalten seiner Dämonen, der Hyänen, amüsiert. Sein Fell wechselt dementsprechend von Braun zu Rot. Weitere Hinweise sind die vielen Tierknochen.
Der Film nimmt einige Anleihen bei bekannten Disney-Filmen. Die Mittelsequenz des Films, in der Simba in den Dschungel flüchtet und dort erwachsen wird, weist einige Parallelen zum Disney-Zeichentrick-Klassiker Das Dschungelbuch auf. So orientierte sich Disney für die Passage mit dem Lied Hakuna Matata, einem lockeren Streifzug durch den Dschungel, an dem bekannten Lied aus dem Dschungelbuch, Probier’s mal mit Gemütlichkeit. Bewohner des Dschungels zeigen einem zugelaufenen „Kind“, welche Vorzüge und Genüsse ein Leben im Dschungel hat. Weitere Ähnlichkeiten gibt es mit Bambi, mit dem Der König der Löwen das Grundthema des Kreislaufs des Lebens und das Übernehmen von Verantwortung teilt. Zudem ist der Aufbau des Films ähnlich, da beide jeweils mit der Geburt einer neuen Generation beginnen und enden. Weitere Parallelen sind die Aufteilung in Kindheit und junges Erwachsenenalter, das Wiedertreffen einer Jugendliebe und der Verlust eines Elternteils. Charakterlich ähnelt Scar zudem ein wenig Prinz John aus dem Disney-Zeichentrickfilm Robin Hood. Beide wollen als König den Namen ihres Bruders nicht mehr hören.
Während Zazu von Scar gefangen gehalten wird, fordert dieser ihn auf, ein fröhliches Lied zu singen. Zazu stimmt daraufhin It’s a Small World an, was von Scar mit einer genervten Reaktion quittiert wird. Dies stellt eine selbstironische Anspielung auf dieses Lied der gleichnamigen Disney-Themenpark-Attraktion dar und seinen Status als eines der meistgespielten Lieder der Welt mit auffälligem Ohrwurm-Charakter.
Es finden sich auch Anspielungen, die weit außerhalb des Kinderfilm-Bereichs liegen. Gegen Ende des Films stellt Pumbaa eine Gruppe Hyänen in einer Höhle und schlägt diese in die Flucht. Dabei benutzt er teilweise die Wortwahl von Robert De Niro in Taxi Driver in einer Szene, in der dieser vor einem Spiegel selbstbewusst-provokantes Auftreten übt („Are you talkin’ to me?“).
Die Grundzüge der Handlung weisen eine große Ähnlichkeit mit dem Drama Hamlet von Shakespeare auf: der König (Mufasa als König Hamlet) wird von seinem Bruder (Scar als Claudius) getötet, dessen Tod vom Prinzen (Simba als Hamlet) ungesühnt bleibt. Nachdem dem Prinzen der Geist seines Vaters erschienen ist, wird er sich seiner Pflicht bewusst und tötet schließlich seinen Onkel. Da sich der Film außerdem grob an Bambi orientiert, war während der Produktion scherzhaft von „Bamblet“ die Rede. In ähnlicher, wenn auch schwächerer Form, finden sich Parallelen zu Macbeth und Richard III. Die Produzenten ließen sich zudem von Joseph Campbells Der Heros in tausend Gestalten und seinem Motiv der Heldenreise inspirieren.
Weitere Parallelen für Versatzstücke der Handlung finden sich in der Bibel. So zeigt die Geschichte von Simba Ähnlichkeiten zu der des Josef. Josef lebt jahrelang fernab von seiner Familie und als er schließlich zurückkehrt, wird er von seinen Familienmitgliedern erst nicht erkannt. Als Simba gegen Ende des Films zurückkehrt, wird er von Scar und Sarabi nicht erkannt und zunächst für Mufasa gehalten. Mose sieht Gott in Form eines brennenden Busches, Simba sieht im „brennenden“ Sternenhimmel den Geist seines Vaters.

### Auswirkungen
Da der Film sehr bekannt und beliebt ist, wirkte er sich in vielerlei Hinsicht auf andere Medien aus.
Offiziell ist Der König der Löwen der erste Disneyfilm, der nicht auf einer Vorlage basiert. Noch im Veröffentlichungsjahr 1994 wurden jedoch Vermutungen laut, wonach der Film von der Mitte der 1960er-Jahre entstandenen japanischen Anime-Fernsehserie Kimba, der weiße Löwe inspiriert ist. In erster Linie werden Ähnlichkeiten zwischen den Figuren und einzelnen Szenen angegeben, wohingegen sich die eigentliche Handlung deutlich voneinander unterscheidet. Laut offizieller Aussage von Disney wusste man bei Produktionsbeginn nichts von dieser Fernsehserie, sondern erlangte erst Kenntnis davon, als die Entwicklung bereits weit fortgeschritten war.
In der Episode Zu Ehren von Murphy der Zeichentrick-Fernsehserie Die Simpsons (6. Staffel) gibt es eine Szene, in der unter anderem Mufasa, Darth Vader und ein CNN-Sprecher als Erscheinung in den Wolken auftauchen. Mufasa spricht die Worte: „Räche meinen Tod, Kimba … äh, Simba.“ Dies ist eine Anspielung auf den Kimba-Streit und auf die Tatsache, dass James Earl Jones im englischen Original sowohl Mufasa, Darth Vader als auch den Jingle „This is CNN“ spricht.
Der Kimba-Streit wird ebenfalls in einer Folge der NBC-Krimiserie Life verwendet. Detective Crews, seine Partnerin Dani Reese und ihr gemeinsamer Vorgesetzter Tidwell sind bei einem Verdächtigen, der einen Tiger als Haustier hat, dessen Name Fluffy ist. Nachdem der Besitzer von Reese gefragt wird, wieso der Tiger Fluffy heißt, antwortet dieser, ob er ihn besser hätte Kimba nennen sollen. Daraufhin entgegnet Crews, Kimba sei ein Löwe gewesen. Tidwell ergänzt dazu: „Das war Simba“, woraufhin Crews antwortet: „Kimba gab’s zuerst.“
Weitere Anspielungen finden sich vor allem in Disney-eigenen Produktionen. In Toy Story wird in einem Radio ein Ausschnitt aus Hakuna Matata gespielt. In Hercules taucht Scar als Löwenfell auf, das von Hercules getragen wird. Bei beiden Figuren war Andreas Deja der Chefzeichner im Film. Pumbaa erscheint in Der Glöckner von Notre Dame und Aladdin und der König der Diebe. George – Der aus dem Dschungel kam parodiert die Szene, in der Rafiki Simba den anderen Tieren präsentiert. Auch in Tierisch wild (2006) ist ein Plakat der Musical-Version von Der König der Löwen zu sehen.
In einer Szene des Films hat es den Anschein, als ob das Wort „SEX“ in einigen Einzelbildern erkennbar ist, was zu Protesten durch unter anderem die American Life League führte, jedoch ohne weitreichende Folgen. Laut Disney soll es jedoch „SFX“ heißen (Abkürzung für Special Effects) und eine Art „Unterschrift“ des Teams darstellen, das für die Spezialeffekte im Film verantwortlich ist. In der auf DVD veröffentlichten Version sind die fraglichen Bereiche deutlich dunkler eingefärbt und dadurch nicht mehr erkennbar. Das Thema wird in Dan Browns Buch Sakrileg aufgegriffen.
Die Verwendung des Lieds The Lion Sleeps Tonight führte zu einem Streit zwischen Disney und der Familie des Südafrikaners Solomon Linda, der das Lied 1939 komponierte (Originaltitel: Mbube, Zulu für Löwe). 2004 reichte die Familie Klage ein und einigte sich mit Disney auf eine Zahlung von 10 Millionen Rand (ca. 1,2 Millionen Euro).

### DVD-Veröffentlichungen
2003 erschien der Film erstmals auf einer Doppel-DVD-Ausgabe. Als Besonderheit enthält diese Version optional auswählbar eine zusätzliche Szene namens The Morning Report, die ein Gespräch zwischen Mufasa, Simba und Zazu um eine Gesangsnummer erweitert, die aus dem Musical stammt. Die Szene wurde extra für die DVD neu animiert, wobei ein Teil des alten Teams mitarbeitete. Als Singstimme von Simba tritt hier Evan Saucedo auf, Jeff Bennett singt Zazu.
Während in Rezensionen die technisch hervorragende Bild- und Tonqualität des Films gelobt wird, gibt es Kritik an der Bonus-DVD. Die Menüführung ist unübersichtlich und redundant, zudem ist das Bonusmaterial in viele kleine Teile aufgeteilt, eine umfangreiche, zusammenhängende Dokumentation fehlt. Außerdem ist nicht das gesamte Bonusmaterial enthalten, das auf der Laserdisc-Deluxe-Ausgabe veröffentlicht wurde.
Der Film erschien auch in einer Sammlerausgabe, die zusätzlich ein Buch mit Hintergrundinformationen enthält sowie neun Reproduktionen von Lithografien, die die Hauptfiguren zeigen und von den Original-Zeichnern angefertigt wurden.
Mittlerweile sind die DVD und die Box mit Teil 1 bis 3 „Out of Print“ und nur noch sehr teuer auf Online-Marktplätzen zu bekommen. Der Grund hierfür ist, dass die 14 wichtigsten Disney-Titel (siehe Platinum Edition) nur für jeweils kurze Zeit digital überarbeitet auf DVD veröffentlicht werden. Danach werden die DVDs wieder vom Markt genommen und erst Jahre später wieder veröffentlicht, pro Jahr gibt es aus dieser „Platinum“-Reihe zwei Neuveröffentlichungen. Diese als „Disney Tresor“ bezeichnete Marketingstrategie soll die Verkaufszahlen bei der Veröffentlichung der DVDs steigern. Eine Wiederveröffentlichung sowohl auf DVD als auch auf Blu-ray Disc fand am 10. November 2011 statt, als „Diamond Edition“. Die Blu-ray-Fassung wurde in zwei Ausführungen angeboten: Die eine enthielt neben der Blu-ray zusätzlich noch einmal den Hauptfilm auf DVD; die zweite Box enthielt anstelle der DVD die 3D-Fassung des Filmes auf Blu-ray Disc. Außerdem erschien der Film sowohl auf DVD als auch auf Blu-ray als limitierte Box, welche zusammen mit dem ersten Film auch die beiden Fortsetzungen enthielt.

### Fortsetzungen und Ableger
1995 erschien als Ableger die Fernsehserie Abenteuer mit Timon und Pumbaa, die sich in erster Linie um das titelgebende Duo dreht, jedoch auch Gastauftritte einiger anderer Charaktere enthält.
1998 erschien der zweite Teil, Der König der Löwen 2 – Simbas Königreich, direkt auf Video, welcher die Geschichte von Simbas Tochter Kiara erzählt. Der vorerst letzte Teil, Der König der Löwen 3 – Hakuna Matata, erschien 2004 ebenfalls nur auf Video und DVD. Der Film erzählt sowohl die Vorgeschichte von Timon und Pumbaa als auch deren Erlebnisse, die parallel zum ersten Teil stattfinden.
Am 10. November 2011 kam der erste Teil digital überarbeitet und in 3D erneut in die Kinos.
2015 erschien als Ableger die Fernsehserie Die Garde der Löwen, inklusive eines Pilotfilmes, die sich um Simbas Sohn Kion dreht.
2024 erschien Mufasa: Der König der Löwen. Der Film handelt von Mufasa und Taka (Scar) und ihrer Geschichte. Man erfährt wie sie sich kennengelernt haben und wieso ihre Bruderschaft dann auseinanderbrach.

### Neuverfilmung
2016 wurde eine Neuverfilmung unter Verwendung von photorealistischer Animation angekündigt. Regie führt Jon Favreau nach einem Drehbuch von Jeff Nathanson. Für die Musik sind erneut Hans Zimmer und Elton John verantwortlich. James Earl Jones spricht erneut Mufasa. Weitere Synchronsprecher sind Donald Glover, Beyoncé Knowles-Carter, Chiwetel Ejiofor, Alfre Woodard, John Kani, John Oliver, Seth Rogen, Billy Eichner, Florence Kasumba, Eric André und Keegan-Michael Key. Diese startete am 17. Juli 2019 in Deutschland und zwei Tage später in den US-Kinos.

### Computerspiel
Im Jahr der Veröffentlichung brachte Virgin Interactive ein von den Westwood Studios entwickeltes Jump ’n’ Run auf den Markt, das sich inhaltlich am Film orientierte. Es erschien primär für die Spielkonsolen Super Nintendo und Mega Drive, wurde aber auch auf Amiga, DOS, Windows, Game Gear, Master System, Game Boy und NES portiert. Das Spiel verkaufte sich bis 2002 rund 4,5 Millionen Mal.

### Musical

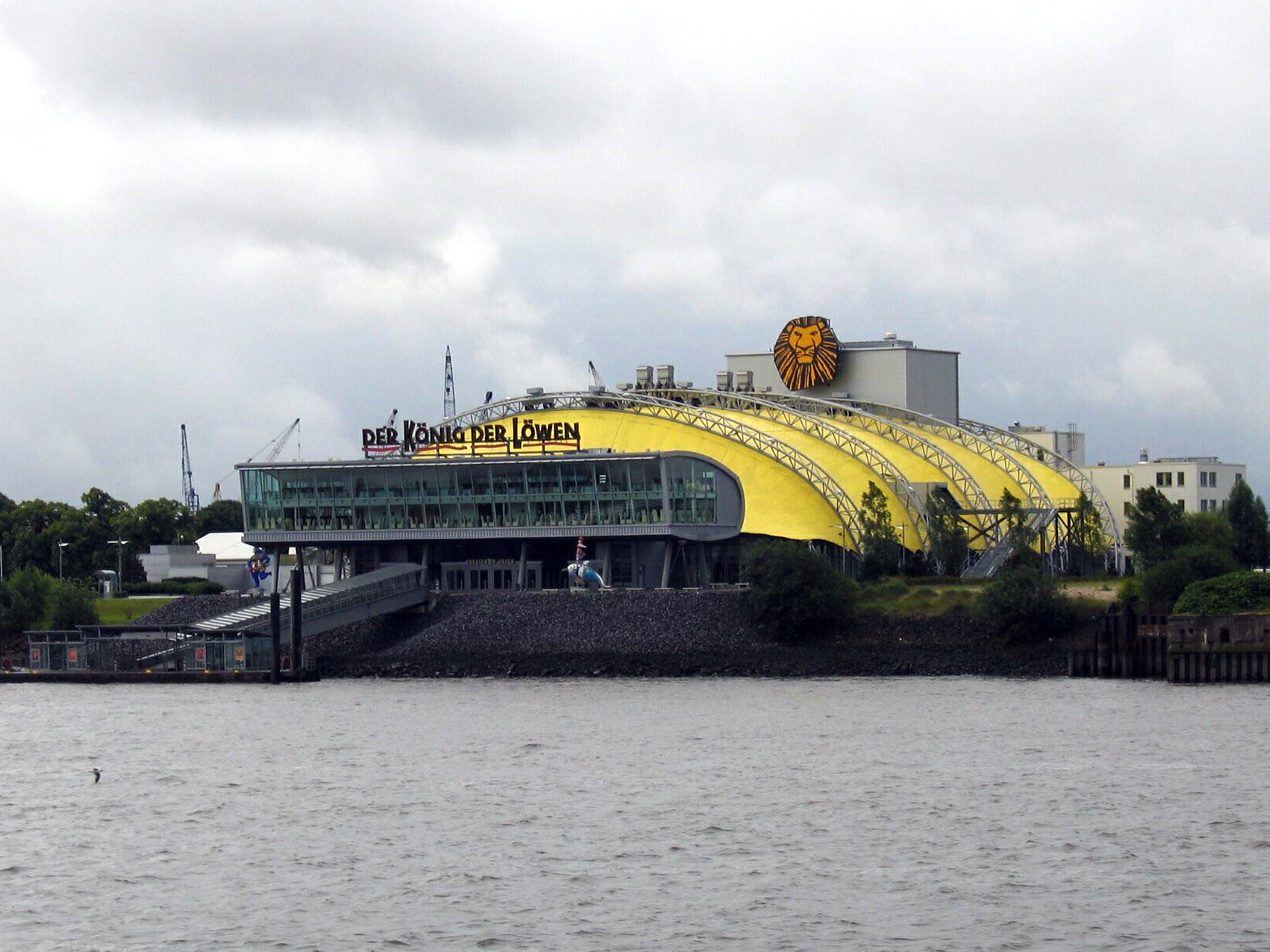
König der Löwen im Musicaltheater im Hamburger Hafen

Seit 1997 wird Der König der Löwen auf dem Broadway aufgeführt. In Deutschland kann man sich das Musical im Hamburger Hafen ganzjährig ansehen. Die Vorführung besteht aus insgesamt 19 Liedern, die von den Charakteren des Films gesungen werden. Die Darsteller sind überwiegend afrikanischer und asiatischer Abstammung.

## Rezeption

### Einspielergebnis
Der Film wurde am 15. Juni 1994 zunächst in zwei großen Kinos in den USA uraufgeführt, darunter die Weltpremiere in der Radio City Music Hall in New York City, und war mit 1.586.753 US-Dollar Einspielergebnis bereits dort sehr erfolgreich. Am 24. Juni 1994 folgte die landesweite offizielle Veröffentlichung. Am Startwochenende spielte der Film 40.888.194 US-Dollar ein und war in der Folgezeit so erfolgreich, dass er nach einer kurzen Pause am 18. November 1994 wieder in die Kinos kam.
Weltweit wurde er zum erfolgreichsten Film des Jahres und bis heute zum erfolgreichsten klassischen Zeichentrickfilm. Der Film (2D- und 3D-Fassung) spielte in den USA 422.783.777 US-Dollar und weltweit 968,5 Mio. US-Dollar ein, womit er derzeit auf Platz 60 (Stand: 19. April 2025) der weltweit erfolgreichsten Filme liegt.
In Deutschland kam der Film am 17. November 1994 in die Kinos. 2D- und 3D-Fassung kamen zusammen auf 11.899.893 Besucher. Seit Beginn der Besucherzählung beziehungsweise -Schätzung 1958 liegt er damit auf Platz 10.
Rückblickend betrachtet kann der Film als Höhepunkt der Wiederauferstehung des Disney-Zeichentrickstudios von Ende der 80er bis in die Mitte der 90er Jahre angesehen werden. In den Folgejahren produzierten die Disney-Studios eine Vielzahl an Zeichentrickfilmen, von denen jedoch keiner den Erfolg von Der König der Löwen erreichte. Zudem zog der Film einen gewaltigen Erlös aus Merchandising-Artikeln nach sich, bereits 1998 lag der geschätzte Umsatz bei drei Milliarden Dollar.
Die 3D-Fassung des Films spielte im September 2011 in den USA am ersten Startwochenende 29,7 Millionen US-Dollar ein und besetzte so den ersten Rang der US-Kinocharts.

### Kritiken
Der König der Löwen erhielt ein sehr gutes Presseecho, was sich auch in den Auswertungen US-amerikanischer Aggregatoren widerspiegelt. So erfasst Rotten Tomatoes fast ausschließlich wohlwollende Besprechungen und ordnet den Film dementsprechend als „Zertifiziert Frisch“ ein. Metacritic ermittelt aus den vorliegenden Bewertungen „Allgemeines Kritikerlob“. Auch das Publikum war begeistert. So vergaben US-Kinobesucher einen seltenen CinemaScore von A+ entsprechend der deutschen Schulnote 1+.
Frank-Michael Helmke von filmszene.de lobt die effiziente, schnörkellose Storyführung und die für einen Disneyfilm bemerkenswerte Charakterzeichnung, die den Figuren Tiefe verleihe. Durch die Behandlung von ernsthaften Themen wie dem Tod oder dem Finden des eigenen Lebensweges sei der Film auch für ein erwachsenes Publikum interessant. Das Erfolgsgeheimnis des Films liege darin, dass Kinder und Erwachsene von dieser Geschichte mit großen Emotionen gleichermaßen unterhalten werden.
Laut Roger Ebert von der Chicago Sun-Times ist der Film ein Drama, das von komödiantischen Einlagen aufgelockert wird, und dennoch eine überraschende Ernsthaftigkeit enthält. Es sei jedoch gut, dass Kinder durch die Behandlung solcher Themen auf das Leben vorbereitet werden, auch wenn der Film dadurch teilweise verängstigend wirken könne. Die Geschichte enthalte Elemente der griechischen Tragödie und von Hamlet und sei sowohl Lehrstück als auch Unterhaltung.
Die Filmzeitschrift Cinema spricht in Ausgabe 11/94 von einem garantierten Erfolg, da sich der Film an das Disney-übliche Erfolgskonzept halte: „Der ewige Kampf des scheinbar Schwachen gegen den Starken, aufgelockert mit viel Witz, ein wenig Tragik, der zarten Liebesgeschichte zwischen Simba und der Löwin Nala und jeder Menge musikalischer Ohrwürmer.“ Zudem solle den jungen Zuschauern eine Handvoll simpler Binsenweisheiten vermittelt werden, ohne belehrend zu wirken. Wie bei Disney-Produktionen selbstverständlich, setze auch dieser Film vom technischen Niveau her höchste Maßstäbe.
Hal Hinson von der Washington Post kritisiert die Darstellung eines der zentralen Themen des Films, des Kreislaufs des Lebens, da Gazellen, Antilopen usw. den Löwen bei der Eröffnungs- und Schlusszeremonie zujubeln, obwohl sie deren Beutetiere sind. Den Drehbuchautoren sei es nicht gelungen, dies zu erklären und eine insgesamt überzeugende Geschichte zu erzählen. Einzig der Comic Relief von Timon und Pumbaa mache den Film erträglich.
Jonathan Rosenbaum vom Chicago Reader empfindet den Film als Schritt Richtung Multikulturalismus und ökologischer Korrektheit, jedoch sei der Film nicht so unterhaltsam wie Arielle, die Meerjungfrau oder Die Schöne und das Biest. Es sei jedoch gut, dass sich der Film von der Fremdenfeindlichkeit in Aladdin fernhalte und dass sowohl die stilistische Palette als auch die behandelten Themen erweitert werden.
Christiane Peitz hält den Film für ein autoritäres Propagandawerk, einen „Reichsparteitag der Tiere“: „Das mit Weltmusik, Afrika-Impressionen und ein paar komischen Einlagen garnierte Hohelied auf die Herrschaft illustriert eine Führer-Phantasie, die schaudern macht.“
Laut Wolfgang M. Schmitt von „Die Filmanalyse“ handelt es sich bei Der König der Löwen um den ideologisch problematischsten Film, den Disney je produziert habe. Die Erzählung glorifiziere eine autoritäre Gesellschaftsstruktur, in der jedes Lebewesen einen festen, durch Naturgesetz bestimmten Platz einnehme. Insbesondere die Figur des Simba durchläuft eine klassische Heldenreise im Sinne Joseph Campbells, an deren Ende nicht Selbstverwirklichung, sondern die vollständige Unterwerfung unter die Ordnung des Vaters steht. Die Idee des „Circle of Life“ werde dabei als ideologische Rechtfertigung für soziale Hierarchien und Ausbeutungsverhältnisse verwendet. Marginalisierte Figuren wie die Hyänen würden dämonisiert, da sie Veränderung anstreben, was laut Schmitt einer verbreiteten Hollywood-Strategie entspreche, systemkritische Figuren als faschistisch zu brandmarken. Die zentrale Botschaft des Films sei letztlich die Akzeptanz gesellschaftlicher Ungleichheit als natürlicher Zustand – ein Gedanke, der Schmitt zufolge in seiner autoritären Stoßrichtung gefährlich sei.

### Auszeichnungen
Der König der Löwen erhielt 1994 und 1995 mehrere Auszeichnungen. Neben dem Oscar für die beste Filmmusik und den besten Song Can You Feel the Love Tonight wurden diese mit dem Golden Globe ausgezeichnet, ebenso mit einem Golden Globe für den Besten Film in der Kategorie Komödie oder Musical. Vom National Board of Review wurde der Film als bester Familienfilm prämiert. In Deutschland wurde er mit der Goldenen Leinwand mit zwei Sternen für neun Millionen Zuschauer in 18 Monaten ausgezeichnet.
Als bester Zeichentrickfilm erhielt Der König der Löwen den Los Angeles Film Critics Association Award, den Kansas City Film Critics Circle Award und den Annie Award. Dort bekam Jeremy Irons zudem eine Auszeichnung für „Best Achievement for Voice Acting“, außerdem erhielt Brenda Chapman eine Auszeichnung für „Best Individual Achievement for Story Contribution in the Field of Animation“.
Hans Zimmer erhielt Auszeichnungen für die Musik beim Chicago Film Critics Association Award und dem BMI Film & TV Award, wo auch das Lied Can You Feel the Love Tonight (Elton John / Tim Rice) als meistgespieltes Lied aus einem Film ausgezeichnet wurde. Als bester Tonschnitt in der Kategorie Zeichentrickfilm und in der Kategorie Musik wurde Der König der Löwen mit dem Golden Reel Award der Motion Picture Sound Editors ausgezeichnet.
Die DVD Special Edition wurde 2003 mit dem DVD Champion in der Kategorie Family Entertainment ausgezeichnet und 2004 mit einem Golden Satellite Award als beste Jugend-DVD.